# Kukushai
Kukushai je slovenska art pop skupina, ki jo sestavljajo pevka Eva Poženel, pianist in skladatelj Rok Zalokar ter bobnar Bojan Krhlanko. Izvajajo eksperimentalno glasbo, ki združuje vplive jazza, popa, punka, funka in drugih glasbenih slogov, gradijo pa tudi na improvizaciji.

## Zgodovina
Skupina je nastala v Rotterdamu, kjer so se med študijem jazza srečali Poženelova, Zalokar in bolgarski bobnar Martin Hafizi ter leta 2014 posneli prvi EP z naslovom Kukushai. Hafizija je kmalu po tistem zamenjala korejska bobnarka SunMi Hong, v tej zasedbi je skupina leta 2017 pri založbi ZARŠ Records izdala album Fruitile. Zdaj nastopajo s slovenskim bobnarjem Bojanom Krhlankom.

## Diskografija
- Kukushai (EP, 2014)
- Fruitile (2017)